# Il Bellotto a Lierna
Il Bellotto a Lierna è un dipinto a olio su tela (61 x 81 cm) realizzato nel 1954 dal pittore italiano Carlo Zocchi firmato in basso a destra: "C. Zocchi". L’opera appartiene alla Collezioni d'arte della Fondazione Cariplo e oggi confluita nella collezione del Museo Gallerie d'Italia - Milano a Milano.

## Descrizione
Il dipinto di Zocchi, che partecipò per cinque volte alla Biennale di Venezia, ritrae una veduta sul lago tipica di Lierna, un piccolo antichissimo borgo dove risiedeva Plinio il Giovane sul Lago di Como.

## Esposizioni
- 1954, "L'arte a Lierna Lago di Como" Palazzo del Comune di Lierna
- 1954, Desio, II Mostra Figurativa di Pittura Contemporanea "Città di Desio".